# Відно (Хойницький повіт)
Відно (пол. Widno) — село в Польщі, у гміні Бруси Хойницького повіту Поморського воєводства.
Населення — 97 осіб (2011).
У 1975-1998 роках село належало до Бидгощського воєводства.

## Демографія
Демографічна структура станом на 31 березня 2011 року:
|          | Загалом | Допрацездатний вік | Працездатний вік | Постпрацездатний вік |
| -------- | ------- | ------------------ | ---------------- | -------------------- |
| Чоловіки | 48      | 11                 | 30               | 7                    |
| Жінки    | 49      | 10                 | 22               | 17                   |
| Разом    | 97      | 21                 | 52               | 24                   |